# Canton de Clermont-Ferrand-Centre
Le canton de Clermont-Ferrand-Centre est une ancienne division administrative française située dans le département du Puy-de-Dôme en région d'Auvergne.

## Géographie
Ce canton est organisé autour de Clermont-Ferrand dans l'arrondissement de Clermont-Ferrand. Son altitude varie de 321 à 602 m pour une altitude moyenne de 358 m.

## Histoire
Le canton a été créé en 1982 par scission du canton de Clermont-Ferrand-Sud en quatre autres cantons, l'un d'eux étant le canton Centre, défini « à l'Ouest [par] l'avenue Vercingétorix, rue Ballainvilliers, rue Saint-Esprit, rue Saint-Genès (jusqu'à la place de la Victoire), rue des Grands-Jours, rue Philippe-Marcombes (jusqu'à la place Philippe-Marcombes), rue Thomas, rue Halle-de-Boulogne, rue Pascal, rue Barnier, rue Émile-Dallet, rue Barbusse, rue Thévenot-Thibaud, rue Champfleuri, rue Fontaine-du-Large, boulevard Charcot ; au Nord par les limites du CV 66 – CR du Haut-Chanturgue et des sections cadastrales MS-MV, MS-MR ; à l'Est, par l'axe des voies suivantes : rue Charles-Garnier, rue Champfleuri, allée de Chanturgue, allée de la Tiretaine, avenue Barbier-Daubrée, rue de Chanteranne, rue du Clos-Four, rue Entre-les-Deux-Villes, rue Simmer, rue Pélissier, rue Niel, avenue Édouard-Michelin, rue Guynemer, rue de Cournon ; au Sud, rue Anatole-France, avenue des Paulines, boulevard Gergovia ».
Depuis les élections départementales de 2015, le nombre de cantons dans la ville de Clermont-Ferrand est passé de 9 à 6. Les dénominations et périmètres des cantons de la ville sont modifiés.

## Représentation

### Résultats électoraux
En 2008, la conseillère générale sortante Patricia Guilhot (socialiste) remporte les élections dans ce canton, avec 64,92 % des voix, battant Jean-Pierre Brenas (UMP) avec 35,08 % des voix au second tour. Le taux de participation est de 48,16 %.

### Conseillers généraux de 1982 à 2015
| Période | Période | Identité                 | Étiquette  | Qualité |
| ------- | ------- | ------------------------ | ---------- | --- |
| 1982    | 1988    | Jean-Paul Chapus         | UDF-CDS    | Avocat à Clermont-Ferrand |
| 1988    | 1994    | Jacques Mary (1931-2004) | PS         | Adjoint au maire de Clermont-Ferrand |
| 1994    | 2001    | Michel Fanget            | UDF-AD     | Médecin cardiologue Député de la première circonscription du Puy-de-Dôme (1993-1997) Conseiller municipal de Clermont-Ferrand depuis 1989 |
| 2001    | 2015    | Patricia Guilhot         | PS puis PG | Vice-présidente du Conseil général du Puy-de-Dôme (2004-2011) Conseillère municipale de Clermont-Ferrand (2001-2008)                      |

Patricia Guilhot a rejoint le PG le 27 novembre 2008, après avoir été exclue du PS le 15 avril 2008.

## Composition
| Communes         | Population (2012) | Code postal | Code Insee |
| ---------------- | ----------------- | ----------- | ---------- |
| Clermont-Ferrand | 18 342            | 63000       | 63113      |

## Démographie
| 1962 | 1968 | 1975 | 1982 | 1990   | 1999   | 2006   | 2011   | 2012   |
| ---- | ---- | ---- | ---- | ------ | ------ | ------ | ------ | ------ |
| -    | -    | -    | -    | 15 394 | 16 364 | 17 025 | 17 805 | 18 342 |